# Sint-Willibrordusbasiliek (Hulst)
De Sint-Willibrordusbasiliek is een basiliek gelegen in het centrum van de Oost-Zeeuws-Vlaamse vestingstad Hulst. Ze is toegewijd aan de missionaris Willibrordus.
In mei 2009 werd de kerk in het NCRV-radioprogramma Plaza verkozen tot mooiste kerk van Nederland.
In de kerk is het schilderij De barmhartige Samaritaan van de Gentenaar Jan Baptist Maes (1794-1856) te zien. De taferelen van de kruisweg zijn geschilderd door Jan Jozef Deloose (1769-1849) uit Sint-Niklaas. De lijsten zijn van de Gentse beeldhouwer P. Pauwels. Het kerkorgel werd door Louis Isoré uit Sint-Omaars tussen 1610 en 1612 gebouwd. Het is het enige nog bestaande orgelmeubel van vóór 1645. De firma Flentrop uit Zaandam restaureerde het (1970-71) en breidde het uit.

## Exterieur
Omstreeks 1200 werd een eerste kleine romaanse kerkgebouw opgericht aan de voet van een motte. In de eerste helft van de 15e eeuw werd ze vervangen door een kerk in gotische stijl, om precies te zijn in de Brabantse gotiek. In die periode werd ook de opvallende vieringtoren gebouwd. Vanaf 1462 werd de kerk herbouwd naar haar huidige vorm onder toezicht van bouwmeester Everaert Spoorwater. Toen tijdens de werken brand uitbrak, werden de toren en het schip geheel in de as gelegd, evenals het nieuw gebouwde koor. Vanwege het overlijden van Spoorwater werden de werken pas heropgestart op 3 mei 1481, ditmaal onder toezicht van de Antwerpse architect Herman de Waeghemaekere. Voor de bouw van het hoofdportaal schakelde hij Matthijs II Keldermans in (van 1482 tot 1484). De bouw van de kerk werd afgerond door diens achterneef Laurens II Keldermans (ca. 1534) en ze werd opgeleverd in 1535.
De torenspits is een betonnen constructie uit 1957. De klokken zijn omringd door stemvorken en bovenaan zijn engelen naar het kruisbeeld gekeerd.

## Verheffing tot basiliek

De kerk is gebouwd als rooms-katholieke kerk, maar werd in de Tachtigjarige Oorlog door toedoen van Frederik Hendrik een Nederlandse Hervormde Kerk. Dat bleef zo tot de tijd van Napoleon, toen er een simultaankerk van werd gemaakt: het koor kregen de katholieken en het schip bleef beschikbaar voor de protestanten. Daartussen werd een muur opgetrokken. Sinds 1929 is de kerk weer helemaal katholiek toen zij het schip kochten van de protestanten. Dezen kregen een eigen kerk aan de Houtmarkt. Naar aanleiding hiervan heeft paus Pius XI de kerk in 1935 tot basiliek verheven. Op 18 augustus 2004 werd een wapen toegewezen.

## Naziteksten
In de toren van de kerk werden tijdens de Tweede Wereldoorlog Duitse soldaten gelegerd, omdat het overzicht over oostelijk Zeeuws-Vlaanderen en de Westerschelde geweldig is. De soldaten schreven naziteksten op de muren van de toren en tekenden er ook een hakenkruis op. In de jaren na de oorlog was er veel ophef over de vraag of de bekladding weer moest worden verwijderd. Ten slotte zijn de graffiti gehandhaafd als herinnering.

## Verwoestingen torenspits
De torenspits is enkele malen vervangen. De eerste spits werd verwoest in 1668 door blikseminslag. In 1724 werd een nieuwe spits geplaatst in classicistische stijl. Deze werd door brand verwoest in 1876. Daarna werd een nieuwe toren geplaatst naar ontwerp van Pierre Cuypers. Omdat de toren een uitkijkpunt was over de Westerschelde voor de Duitse bezetter in de Tweede Wereldoorlog, werd deze in 1944 kapotgeschoten door de Poolse bevrijders. In 1957 won Jan Brouwer een prijsvraag voor een nieuw ontwerp van de spits, en Brouwers ontwerp, met de titel De Prediker, werd gebouwd. De toren wordt bekroond door een Christusbeeld omringd door engelen en stemvorken rond de klokken. Delen van het ontwerp van Cuypers en ook van de 14e-eeuwse toren zijn nog steeds zichtbaar.

## Beiaard
In 1670 leverde Pieter Hemony, die toen klokkengieter in Amsterdam was, een klokkenspel voor de toren, wat in 1876 door brand zou worden verwoest. In de toren van Pierre Cuypers was ruimte voor een klokkenspel gereserveerd maar het is er nooit van gekomen een nieuwe beiaard te installeren in deze toren. Na de Tweede Wereldoorlog werd er een nieuw carillon aangeschaft wat werd gegoten in 1958 door Petit & Fritsen. Het bestaat uit 36 klokken met als omvang: A1 (470 kg)-b1-chromatisch-a4 Op het klavier aangesloten als C2-d2-chrom.-c5.

## Luidklokken
In de toren zijn twee luidklokken waaronder een klok van Willem Wegewaert uit 1563 met C1 als toonhoogte. Deze klok werd in 1876 van Doetinchem gekocht. De andere klok is een dis2 van Pieter Hemony uit 1669.

## Restauratie
Tussen 1996 en 1999 werd de basiliek grondig gerestaureerd. De planning hiervoor werd al in 1987 aangevangen. Zes en een halve ton natuursteen werd geïmpregneerd en oude Ledesteen vervangen door natuursteen uit Tsjechië (trachiet). 3000 m² nieuwe leien werden geplaatst, 24 nieuwe pinakels en alle glasramen vernieuwd. In totaal gebruikten de restaurateurs meer dan 10 000 kg lood.

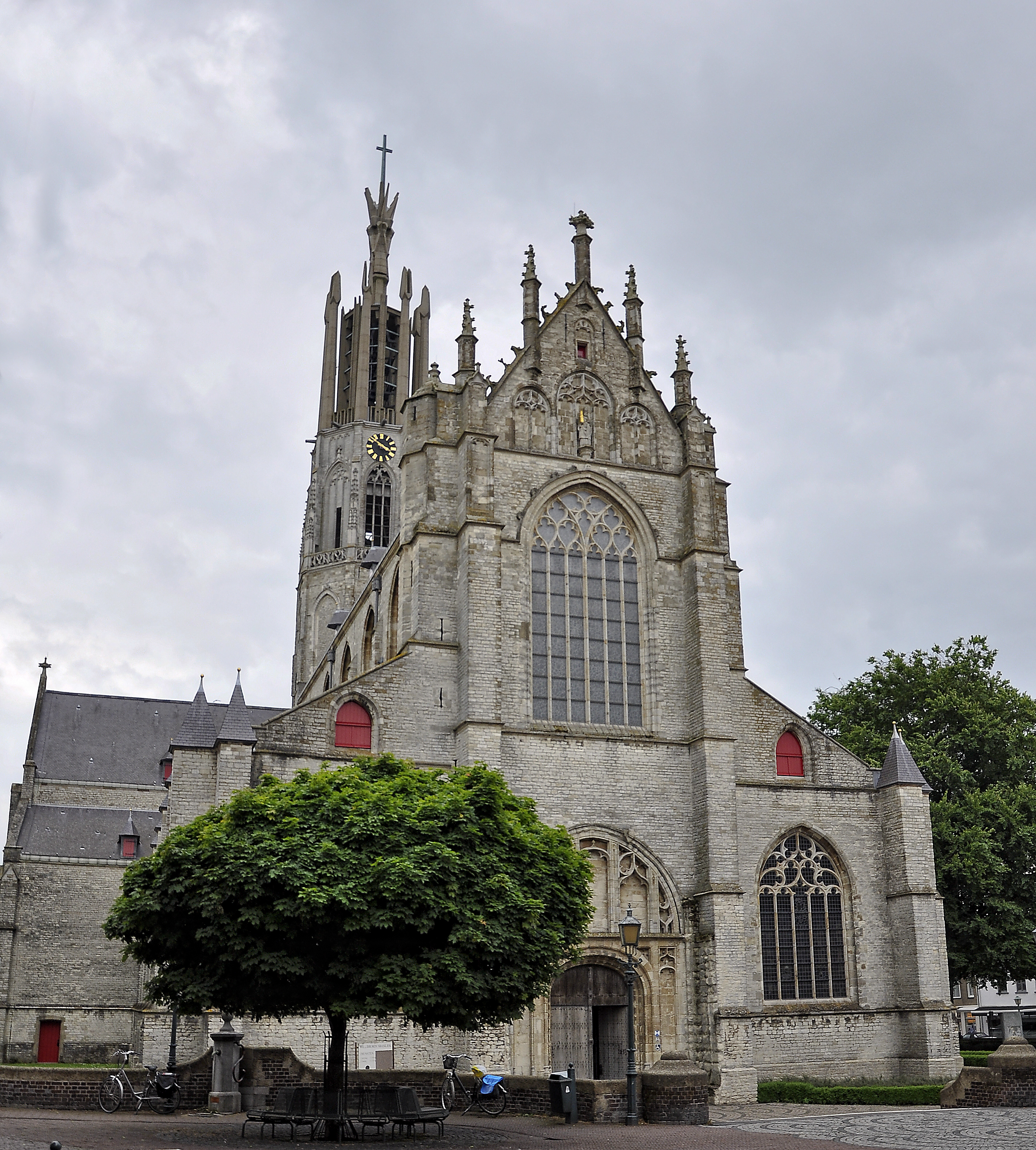
De westergevel met het beeld van Willibrordus
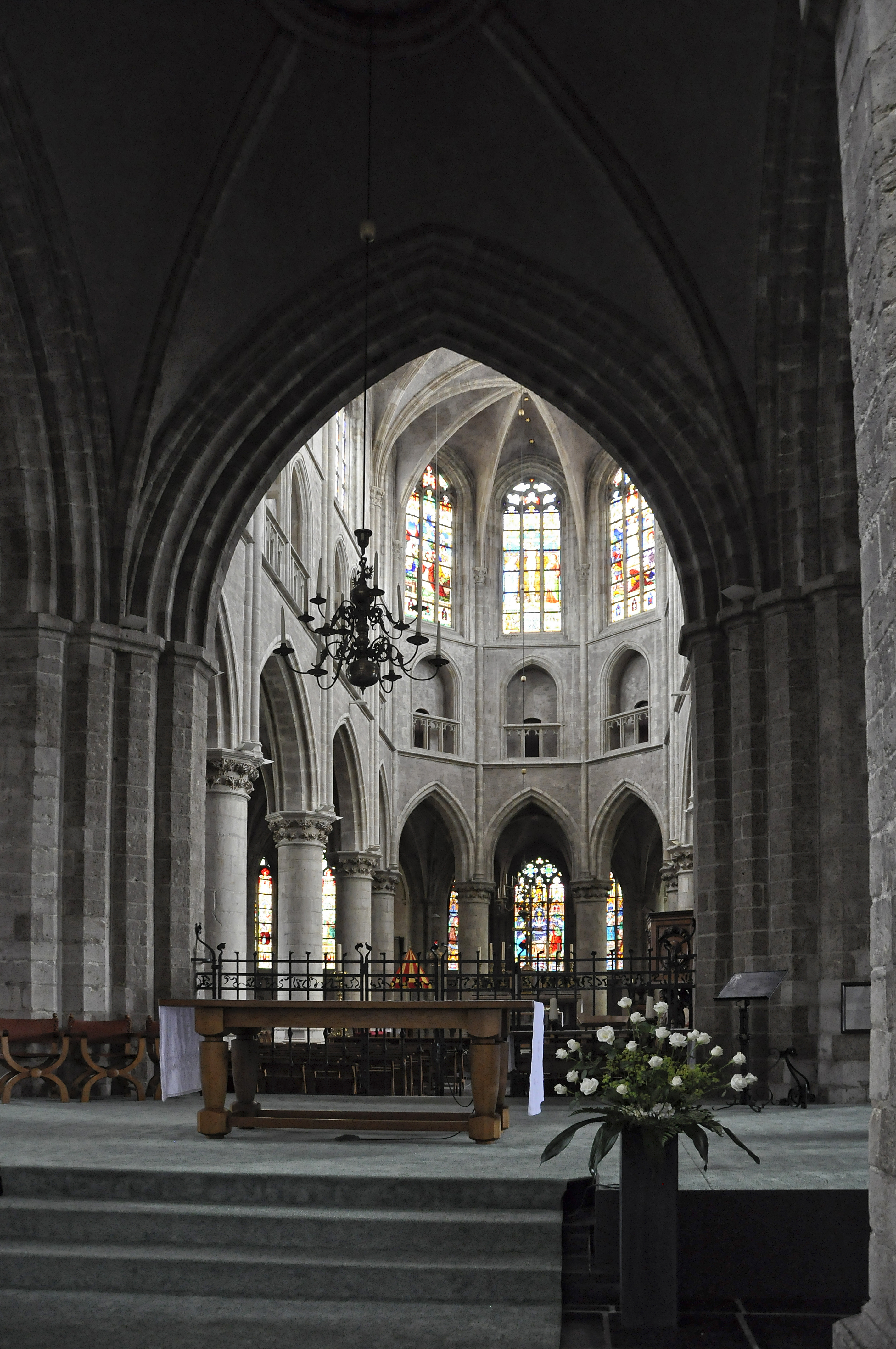
Het priesterkoor
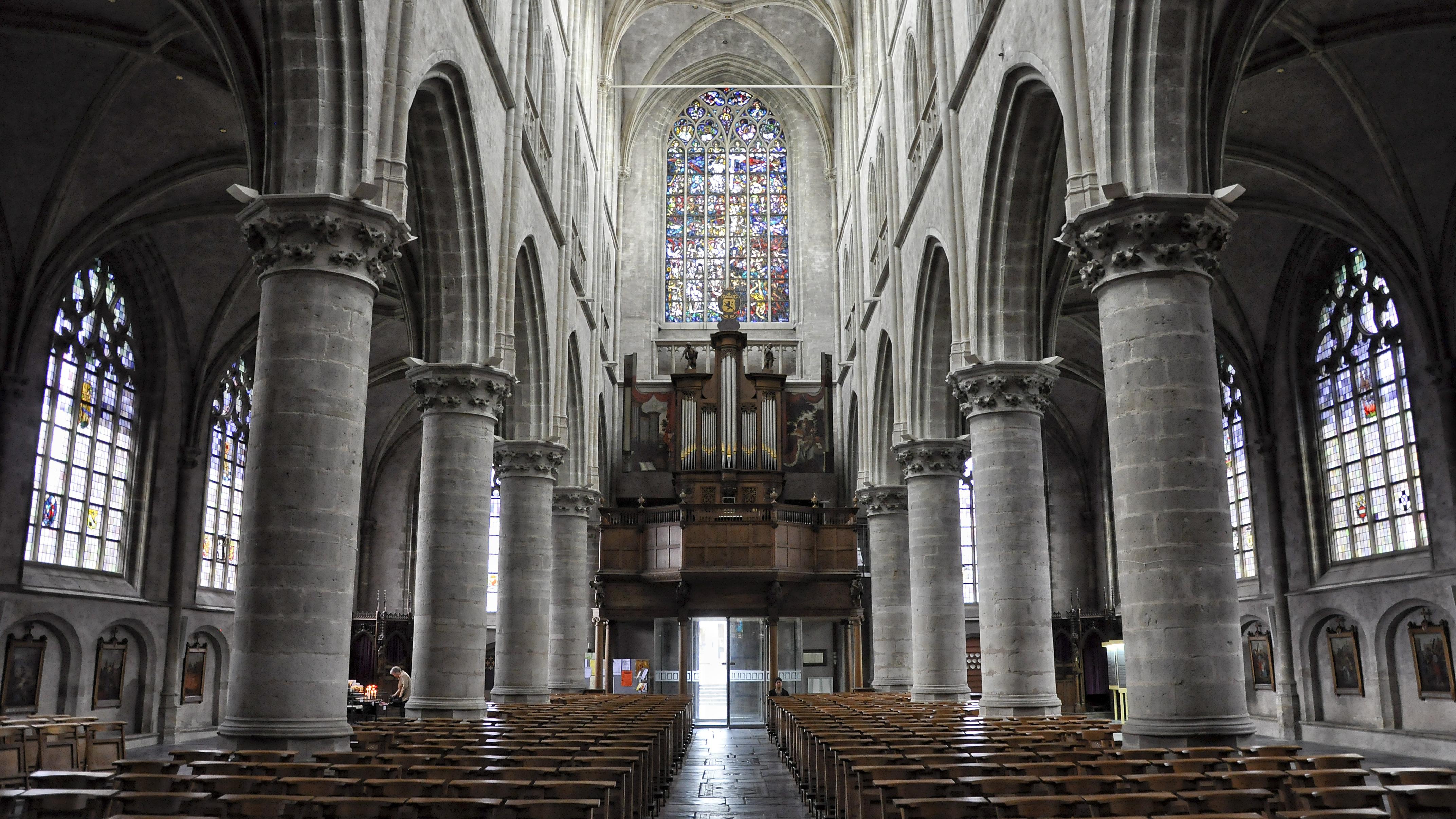
Het interieur met orgel
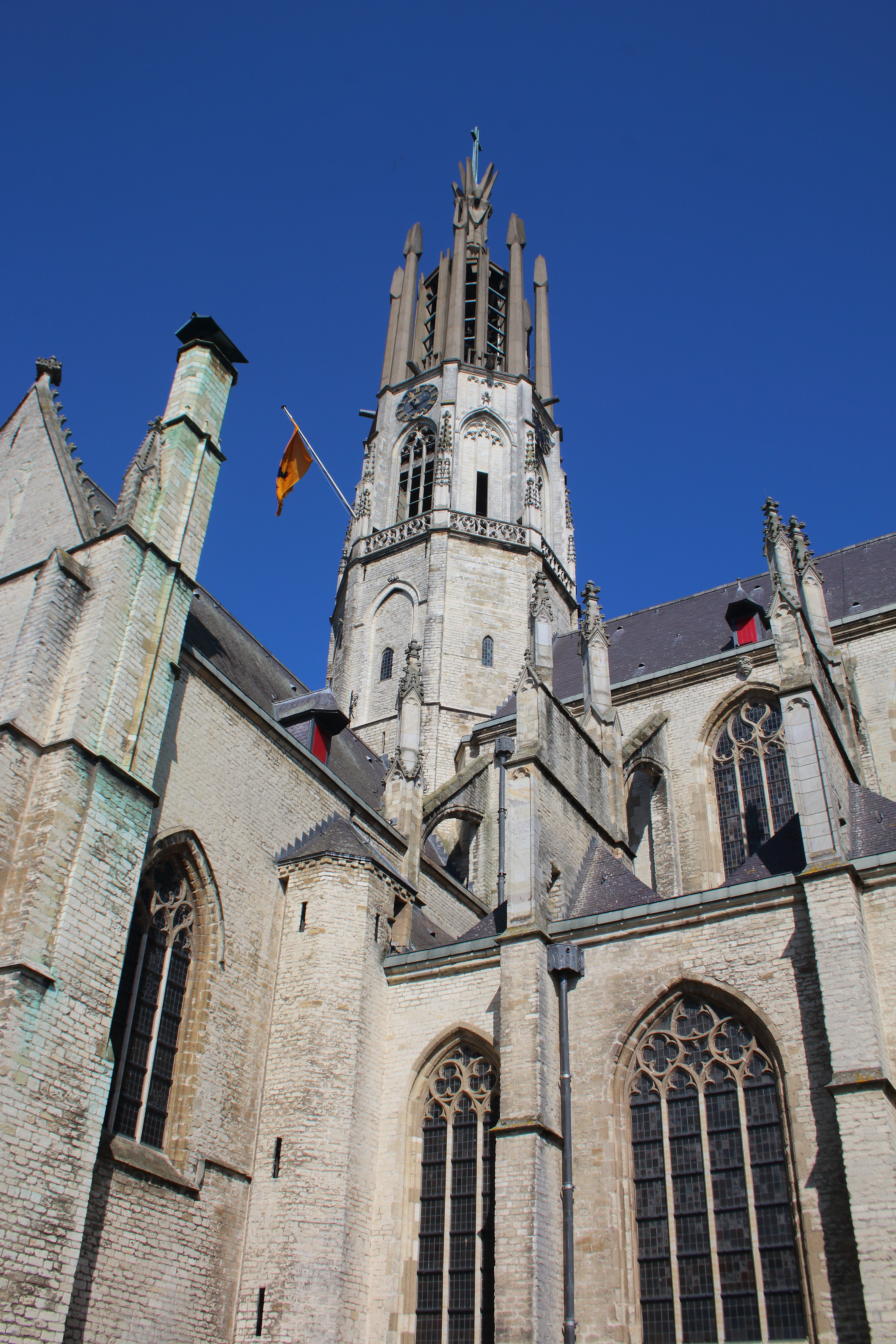
De toren
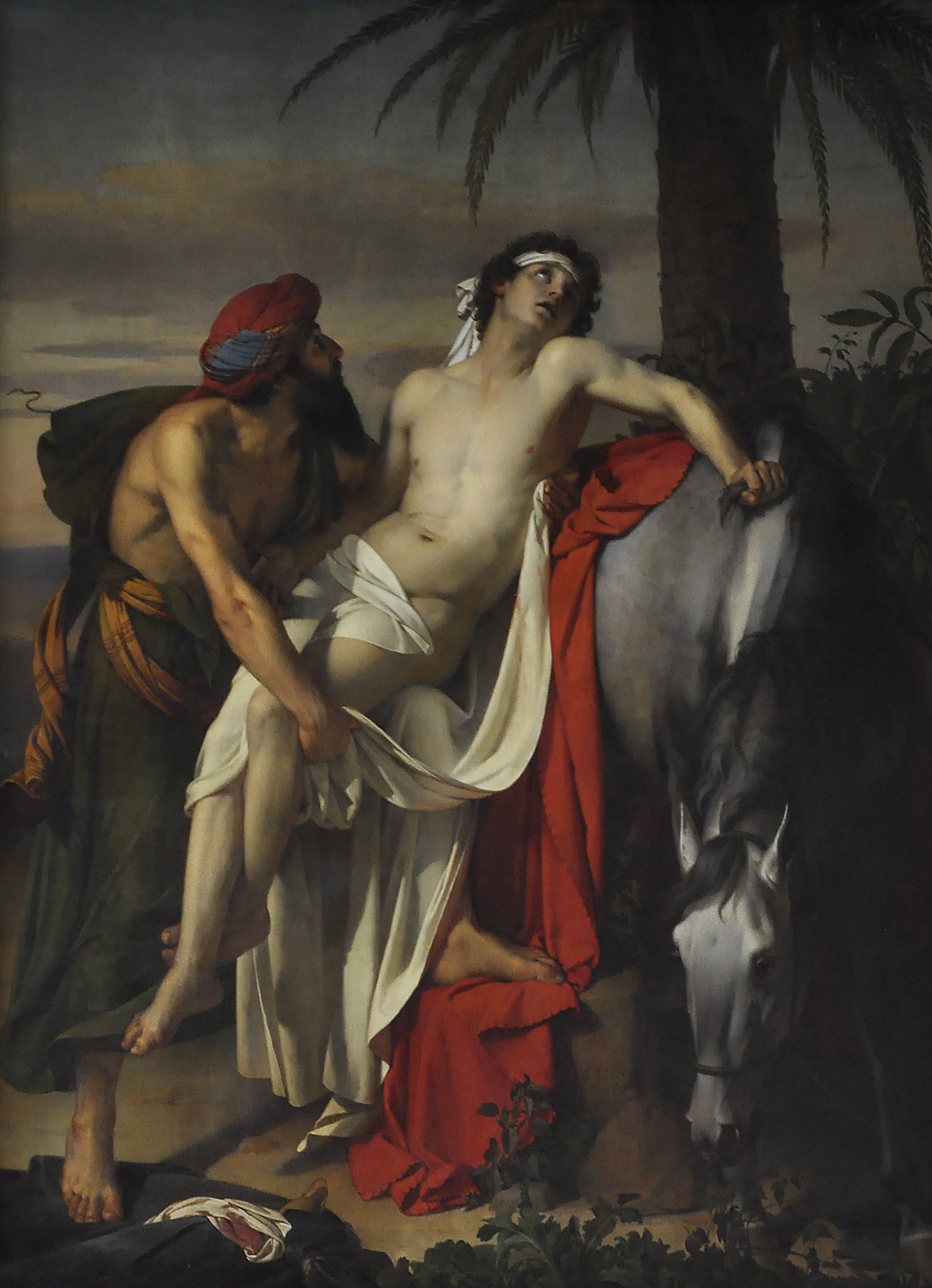
Jan Baptist Lodewijk Maes (Gent 1794 - Rome 1856) - De barmhartige Samaritaan
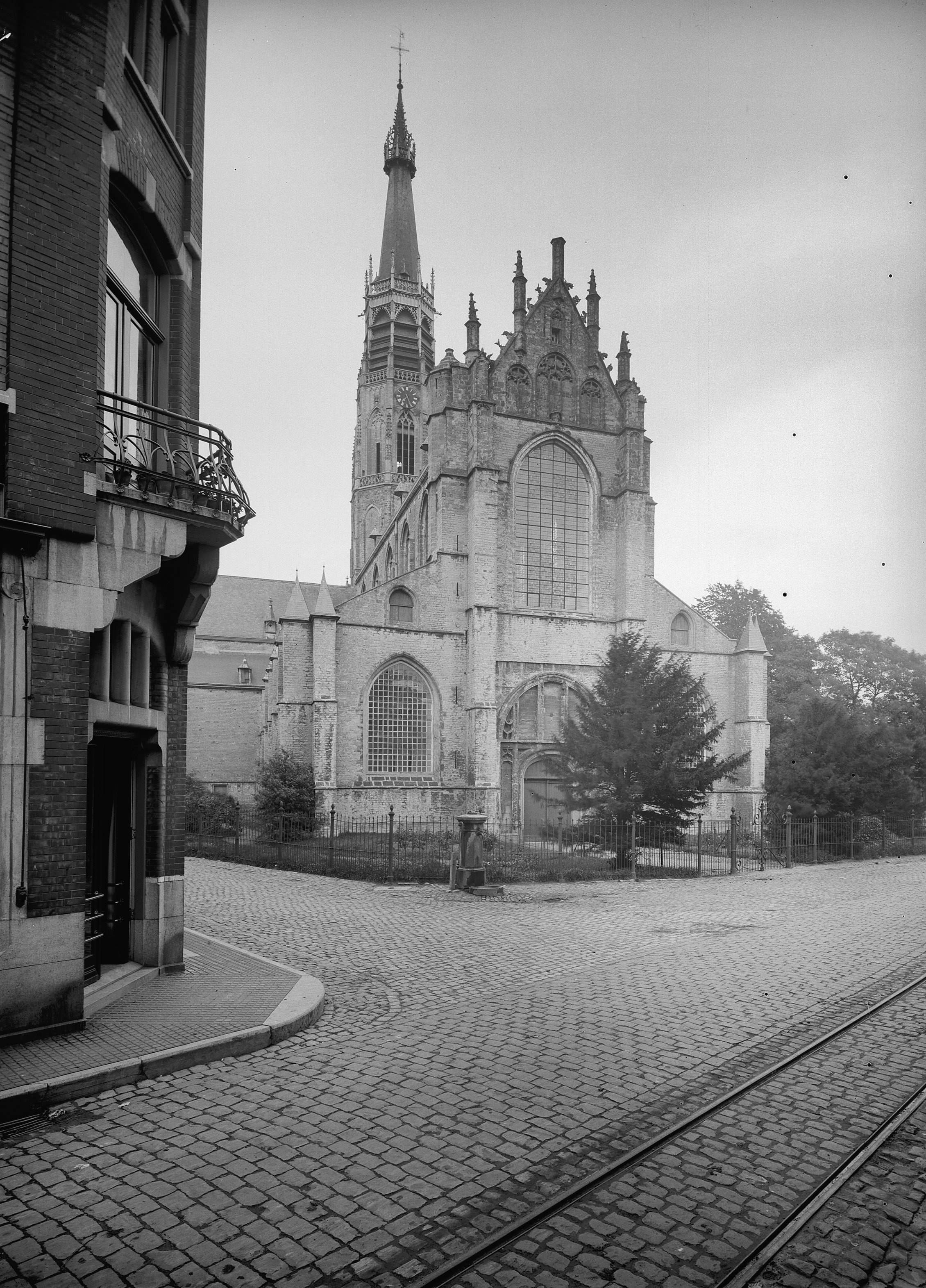
Exterieur naar het zuidoosten met de toren van Pierre Cuypers
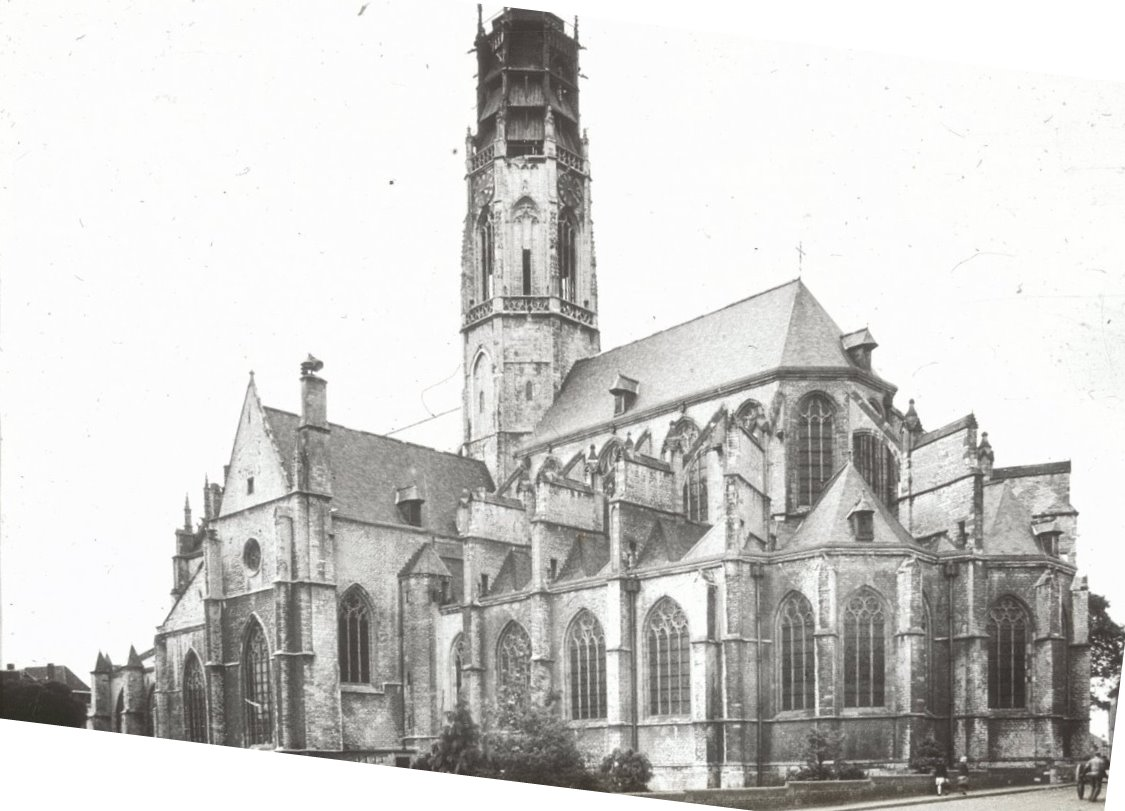
Exterieur naar het noordwesten, anno 1950